# Witch Watch
Witch Watch (Nhật: ウィッチウォッチ Hepburn: Witchi Wotchi) (viết cách điệu in hoa toàn bộ khi dùng chữ Latinh) là một bộ manga thể loại kỳ ảo và hài lãng mạn của Nhật Bản do Shinohara Kenta sáng tác và minh họa. Bộ truyện được đăng định kỳ trên tạp chí Weekly Shōnen Jump của nhà xuất bản Shueisha từ tháng 2 năm 2021, với các chương truyện được tổng hợp thành 22 tập tankōbon đến tháng 7 năm 2025. Tính đến tháng 11 năm 2022, hơn 1,1 triệu bản in đã được phát hành. Một bản chuyển thể anime truyền hình do Bibury Animation Studios sản xuất đã ra mắt vào tháng 4 năm 2025.

## Nội dung
Bộ truyện xoay quanh Wakatsuki Nico, một nữ phù thủy trong độ tuổi thiếu nữ, sau khi hoàn thành khóa huấn luyện phép thuật đã chuyển đến sống cùng Otogi Morihito, người bạn thuở nhỏ của cô và cũng là một yêu tinh dưới hình dạng con người. Do mối liên hệ từ tổ tiên hai bên gia đình, Morihito được định sẵn sẽ trở thành người hộ vệ phép thuật của Nico và có trách nhiệm phải bảo vệ cô. Nico cũng hy vọng rằng việc sống cùng nhau sẽ giúp họ trở thành một cặp, vì cô đã thầm thích Morihito từ lâu. Khi diễn biến câu chuyện được tiếp diễn, Nico và Morihito phải đối mặt với nhiều sinh vật lạ khác nhau, đồng thời cố gắng giải quyết những rắc rối bất ngờ do phép thuật cùng với sự hậu đậu của Nico gây ra trong cuộc sống hằng ngày.

## Nhân vật

### Nhà Otogi
Wakatsuki Nico (若月 ニコ)
Lồng tiếng bởi: Kawaguchi Rina
Một phù thủy tuổi teen, cô có tình cảm với người bạn thời thơ ấu của mình là Morihito. Cô là một người rất tốt bụng, thường xuyên cố gắng giúp đỡ người khác bằng phép thuật, nhưng thường thực hiện những dạng phép mà không nắm rõ hoàn toàn công dụng hoặc tác dụng phụ của chúng.
Otogi Morihito (乙木 守仁)
Lồng tiếng bởi: Suzuki Ryōta, Fujiwara Natsumidanh đề cuối tập 1 (thời trẻ)
Một oni sở hữu sức mạnh thể chất vượt trội nhờ luyện tập "khí công yêu thuật". Cậu là bạn thuở nhỏ của Nico, người thường gọi cậu là "Moi" (モイ) và cũng là người duy nhất không biết rằng cô đang yêu mình. Trái ngược với các nhân vật chính khác, Morihito là người nghiêm túc và có trách nhiệm. Cậu rất yêu thích quần được làm từ chất liệu denim và những món đồ có chi tiết cầu kỳ. Khi ở nhà của cậu, Morihito thường hay vào vai "người mẹ" trong một gia đình, cậu luôn càu nhàu và trách mắng các thành viên khác để họ sống tốt hơn. Sau này, khi phát hiện ra điều mà Nico nhắn gửi cậu thông qua một bức thư ở quá khứ, trong đó cô có viết rằng: "...sẽ luôn là bạn của Morihito". Lời nhắn đó vô tình trở thành lời nguyền khiến cho cậu chỉ coi Nico là một người bạn, do đó cậu không thể nhận ra rằng bản thân cậu cũng đã yêu Nico.
Kazamatsuri Kanshi (風祭 監志)
Lồng tiếng bởi: Amasaki Kōhei
Một tengu có khả năng điều khiển gió, cậu kết bạn với Nico trong quá trình cô huấn luyện phép thuật. Đồng thời cậu cũng là người hộ vệ phép thuật (hay tùy tùng quạ) của Nico và đã chuyển đến sống cùng cô và Morihito vì cùng được giao nhiệm vụ bảo vệ cô. Kanshi có kỹ năng giao tiếp tốt và có chất giọng của vùng Kansai, điều này khiến cậu trở nên thân thiện và dễ gần. Cậu luôn ủng hộ tình cảm của Nico dành cho Morihito nhưng cậu có nhược điểm là dễ bốc đồng và yếu kém trong việc quản lý tiền bạc. Cũng vì điều này đã khiến cậu thường hay rơi vào những tình huống xấu hổ khi cố  gắng dùng phép thuật để thuận tiện cho việc kiếm tiền.
Magami Keigo (真神 圭護)
Lồng tiếng bởi: Ishikawa Kaito
Một người sói với khả năng biến thành một nhân dạng khác mỗi khi nhìn thấy hình lưỡi liềm, ở hình dạng này, cậu được gọi là "Wolf" (ウルフ). Keigo là một người trầm lặng, nhưng lại trở nên khoe khoang và kiêu ngạo khi đề cập đến những kiến thức văn hóa ít người biết đến. Ngược lại, Wolf luôn tỏ ra ngạo mạn và thô lỗ. Cậu là bạn cùng lớp với Nico và Morihito và sau này cũng chuyển đến sống chung với họ.
Kiryū Miharu (霧生 見晴)
Một ma cà rồng trẻ tuổi, sống bằng cách hấp thụ sinh lực của con người, cậu xuất thân từ một gia đình futsumashi hay pháp sư trừ tà. Cậu là học sinh năm ba trung học cơ sở và thường mang theo một cây dù để che nắng. Dù có vẻ ngoài lịch sự và tao nhã nhưng cậu không có khả năng kiềm chế trong lời nói và thường nói thẳng mọi điều mình nghĩ. Sau này, cậu cũng chuyển đến sống cùng Nico và những người khác.

### Phù thủy
Miyao Nemu (宮尾 音夢)
Lồng tiếng bởi: Kusunoki Tomori
Một nữ phù thủy sống ở thị trấn kế bên, cô có khả năng biến thành một con mèo đen nhưng sẽ trở lại hình dạng người khi ngủ. Ban đầu, cô đến nhà Otogi để tuyển Morihito làm người hộ vệ phép thuật cho mình, nhưng luôn thất bại vì mỗi lần biến thành mèo, cô lại bị Morihito vuốt ve đến mức ngủ gục. Nemu nhanh chóng trở thành bạn thân với Nico, cô cũng dần nảy sinh tình cảm với cả Keigo lẫn nhân dạng khác của cậu là Wolf.

### Trường phổ thông tư thục Asunaro
Makuwa Yūri (真桑 悠里 Makuwa Yūri)
Lồng tiếng bởi: Mikako Komatsu
Giáo viên chủ nhiệm lớp của Nico, người rất được yêu thích trong trường nhờ vẻ ngoài lẫn khí chất của một "mỹ nhân lạnh lùng". Tuy nhiên, cô thực chất là một otaku ngầm, luôn cố gắng che giấu sở thích này trước mặt học sinh. Cô và Kukumi trở thành bạn bè thông qua niềm yêu thích chung với bộ manga mang tên Uron Mirage. Nhờ sự khích lệ của Yuri, Kukumi bắt đầu dấn thân vào công việc sáng tác manga của riêng mình.
Minami Kara (南 伽羅)
Lồng tiếng bởi: Rie Takahashi
Một trong những người bạn thân nhất của Nico, Kara có tính cách cực kỳ thân thiện và luôn sẵn lòng kết bạn với những người gặp khó khăn trong việc hòa nhập, dù sau đó cô thường cảm thấy ngượng ngùng về những hành động quá nhiệt tình của mình. Chính vì thế, Kara luôn cởi mở và sẵn sàng đón nhận khi biết về thân phận thật sự của Nico là một phù thủy. Kara là một nữ pháp sư tập sự tại đền thờ của gia đình mình. Trong một lần thử dùng câu thần chú của Nico, cô vô tình tạo ra một Shikigami, và đặt tên cho sinh vật đó là "Shiki".
Ureshino Kukumi (嬉野 久々実)
Lồng tiếng bởi: Konomi Kohara
Bạn cùng lớp của Nico, người rất thoải mái và cởi mở khi nói về sở thích otaku. Cô cũng là một họa sĩ minh họa với hơn 10.000 người theo dõi trên mạng xã hội Chitter.
Kiyomiya Tenryū (清宮 天流)
Lồng tiếng bởi: Yoshitsugu Matsuoka
Ibu Ibara (伊武 荊)
Lồng tiếng bởi: Miyuki Sawashiro
Kenmochi Yuzuru (剣持弓弦)
Lồng tiếng bởi: Jun Fukuyama
Syrup (シロップ Shiroppu)
Lồng tiếng bởi: Rie Kugimiya
Kuromitsu (クロミツ)
Lồng tiếng bởi: Misaki Kuno
Takumi Riro (工理路)
Lồng tiếng bởi: Noriko Hidaka
Burst (バースト Bāsuto)
Lồng tiếng bởi: Kenta Miyake
Saiko Kyōki (西古凶奇)
Lồng tiếng bởi: Jun Fukushima
Daiki Sakai Mk. II (酒井大樹マークII Sakai Daiki Māku II)
Lồng tiếng bởi: Hikaru Midorikawa

## Sản xuất
Shinohara Kenta tiết lộ rằng ông mất khoảng năm ngày để vẽ các nhân vật trong Witch Watch, trong khi việc phác thảo phân cảnh tốn khoảng hai ngày rưỡi. Vào tháng 1 năm 2023, Shinohara chia sẻ trên Twitter rằng Witch Watch có lẽ là bộ truyện dài kỳ cuối cùng của ông trên tuần san. Ông giải thích rằng mình “không còn đủ sức khỏe” để tiếp tục duy trì lịch vẽ hàng tuần, dù có muốn đi chăng nữa. Chương truyện được phát hành vào ngày 6 tháng 2 năm 2023 đã bắt đầu một sự kiện crossover giữa Witch Watch với bộ manga trước đây của ông trên tạp chí Weekly Shōnen Jump là Sket Dance.

## Truyền thông

### Manga
Witch Watch được viết và minh họa bởi Shinohara Kenta. Bộ manga bắt đầu được đăng định kỳ trên tạp chí Weekly Shōnen Jump của nhà xuất bản Shueisha vào ngày 8 tháng 2 năm 2021. Shueisha đã tập hợp các chương truyện riêng lẻ thành từng tập tankōbon với tập đầu tiên được phát hành vào ngày 4 tháng 6 năm 2021. Tính đến thời điểm ngày 4 tháng 7 năm 2025, đã có tổng cộng 22 tập được phát hành.

### Voice comic
Vào tháng 5 năm 2022, một bộ voice comic chuyển thể đã được đăng tải. Các nhân vật trong sê-ri này được lồng tiếng bởi ba diễn viên: Komatsu Mikako, Matsuoka Yoshitsugu và Fukushima Jun. Đến tháng 8 năm 2022, Hanamori Yumiri tham gia vào dàn diễn viên.
Một bộ voice comic khác trong cùng một vũ trụ của bộ truyên mang tên Uron Mirage đã được đăng tải trực tuyến vào tháng 6 năm 2022 như một phần của sự kiện kỷ niệm tập thứ 6 của bộ manga được phát hành. Bộ voice comic này có sự tham gia lồng tiếng của các diễn viên, bao gồm: Chiba Shōya, Suzuki Ryōta, Umehara Yūichirō và Sugita Tomokazu.

### Anime
Một bản chuyển thể anime truyền hình đã được công bố vào tháng 8 năm 2024. Bản chuyển thể này do xưởng phim Bibury Animation Studios sản xuất, trong khi Ikehata Hiroshi đóng vai trò là đạo diễn của bộ phim với Kawase Masao là trợ lý đạo diễn, Akao Deko phụ trách kịch bản, Iizuka Haruko thiết kế nhân vật, và Hashimoto Yukari đảm nhận phần âm nhạc. Bộ anime được ra mắt vào ngày 6 tháng 4 năm 2025 trong khung giờ Nichi-5, được phát sóng bởi tất cả các đài liên kết với JNN, bao gồm MBS và TBS, bộ anime sẽ kéo dài hai cour liên tiếp. Ca khúc chủ đề mở đầu là "Watch Me!" do Yoasobi thể hiện và ca khúc chủ đề kết thúc là "Mahō Spice" (魔法はスパイス Phép thuật là gia vị) do Aooo trình bày.
GKIDS đã mua bản quyền phát hành bộ anime này tại khu vực Bắc Mỹ cùng với Crunchyroll và Netflix phát sóng bộ phim trên phạm vi toàn cầu. Các nền tảng khác như Hulu (Hoa Kỳ), Animation Digital Network (một số khu vực ở châu Âu), và Aniplus (Hàn Quốc). Đối với khu vực Đông Nam Á, bộ phim do Tropics Entertainment nắm bản quyền và lên sóng thông qua Laftel. Ba tập đầu tiên của bộ anime cũng được chiếu rạp bên ngoài lãnh thổ Nhật Bản dưới tiêu đề Witch Watch: Watch Party, với các suất chiếu bắt đầu từ ngày 13 tháng 3 tại châu Á và ngày 16 tháng 3 tại Bắc Mỹ thông qua GKIDS.

#### Danh sách tập phim
| TT. | Tiêu đề | Đạo diễn                                     | Biên kịch      | Kịch bản phân cảnh     | Ngày phát hành gốc  |
| --- | --- | -------------------------------------------- | -------------- | ---------------------- | ------------------- |
| 1 | "Sự trở lại của phù thủy" Chuyển ngữ: "Majo no Kikan" (tiếng Nhật: 魔女の帰還) | Sakamoto Tatsunori & Ikehata Hiroshi         | Akao Deko      | Ikehata Hiroshi        | 6 tháng 4 năm 2025  |
| Otogi Morihito, một người có trong mình dòng máu yêu tinh, cậu biết rằng người bạn thuở nhỏ của mình là Wakatsuki Nico sắp trở về sau khi hoàn thành khóa huấn luyện phù thủy. Cuối cùng, cả hai quyết định rằng Morihito sẽ sống chung với Nico dưới vai trò là hộ vệ phép thuật kiêm vệ sĩ của cô. Nico đến nhà Morihito và háo hức khoe những phép thuật mà cô đã học được. Cô sử dụng phép thuật lên bản thân và biến cô phẳng như tờ giấy, nhưng lại vô tình bị gió thổi bay và kẹt trong khe tường. Để cứu Nico, Morihito đã sử dụng sức mạnh yêu tinh của mình và phá tường. Sau khi được cứu ra, Nico đã sửa lại bức tường bằng phép thuật của mình. Với những việc đã xảy ra, Morihito khuyên cô không nên sử dụng phép thuật nơi công cộng, nhưng cô giải thích rằng phù thủy có lời thề phải giúp đỡ người khác. Sau khi mua sắm đồ dùng cho Nico, cả hai đã nhìn thấy một người phụ nữ bị mắc kẹt trong một tòa nhà đang cháy và thành công giải cứu cô gái ấy. Tuy nhiên, phép thuật giúp họ nhẹ hơn của Nico lại phản tác dụng khi hết hiệu lực, khiến cả hai tạm thời trở nên nặng nề hơn. Khi chuẩn bị bắt đầu cuộc sống chung, Morihito nhớ lại lời cha mình rằng mẹ của Nico từng tiên tri rằng một tai họa sẽ giáng xuống Nico trong vòng một năm và chỉ có cậu mới có thể bảo vệ được cô. | |                                              |                |                        |                     |
| 2 | "Tân binh khổng lồ" Chuyển ngữ: "Ōgata Rūkī" (tiếng Nhật: 大型ルーキー)"Cùng đi ăn tối" Chuyển ngữ: "Famiresu Iko!" (tiếng Nhật: ファミレス行こ!)"Lớp học bay" Chuyển ngữ: "Tobu Kyōshitsu" (tiếng Nhật: 飛ぶ教室) | Kawase Masao                                 | Akao Deko      | Ikehata Hiroshi        | 13 tháng 4 năm 2025 |
| "Tân binh khổng lồ": Morihito và Nico bắt đầu ngày học đầu tiên của mình tại trường cấp ba, tuy nhiên Morihito cảnh báo Nico rằng cô không được tiết lộ rằng mình là phù thủy hay sử dụng bất kỳ dạng phép nào. Trong lúc giới thiệu bản thân, Nico vô tình để lộ thân phận của mình khi cô sử dụng thuật “phóng to” lên chính mình. "Đi nhà hàng gia đình nào": Sau giờ học, hai bạn cùng lớp là Minami Kara và Ureshino Kukumi rủ Nico đi ăn tại một quán ăn gia đình gần trường, được sự đồng ý của Morihito và cô đã đồng ý với lời mời của họ. Họ bỏ qua sự quấy rối của ba tên du côn khi vào quán và nhanh chóng trở thành bạn bè, trong khi Morihito bí mật đánh bại bọn du côn để ngăn chúng làm phiền các cô gái thêm nữa. "Lớp học bay": Ngày hôm sau, Nico trở thành cô gái nổi tiếng nhất lớp khi mọi người đều yêu cầu cô biểu diễn phép thuật. Nico tạo ra một vùng không gian giúp các bạn cùng lớp có thể bay, nhưng một chiếc xe tải vô tình lao vào khu vực đó, buộc Morihito phải sử dụng sức mạnh của mình để cứu tài xế. Bất chấp nỗi lo lắng của Morihito, các bạn cùng lớp đã chấp nhận anh một cách thân thiện. | |                                              |                |                        |                     |
| 3 | "Đồ xuân xuyên thấu" Chuyển ngữ: "Haru no Shīsurū Kōde" (tiếng Nhật: 春のシースルーコーデ)"Dịch vụ giao hàng của phù thủy" Chuyển ngữ: "Majo ni Takkyūbin" (tiếng Nhật: 魔女に宅急便)"Chó và giọt mưa đem lại rắc rối" Chuyển ngữ: "Maigo Inu to Ame no Bīto" (tiếng Nhật: 迷子犬と雨のビート)                          | Suzuki Takuma                                | Akao Deko      | Ikehata Hiroshi        | 20 tháng 4 năm 2025 |
| "Đồ xuân xuyên thấu": Để gây ấn tượng với Morihito, Nico đã dùng phép thuật để tạo ra một bộ trang phục thời trang từ một bức ảnh trong cuốn tạp chí, nhưng do sự hạn chế của phép thuật nên phần mặt lưng của bộ đồ lại hoàn toàn trong suốt. Điều đó khiến cô vô cùng xấu hổ khi vô tình để Morihito nhìn thấy. Dù vậy, Morihito vẫn khẳng định rằng Nico chỉ cần mặc những bộ đồ khiến cô cảm thấy thoải mái là được. "Dịch vụ giao hàng của phù thủy": Mẹ của Nico là Ibuki, đã gửi bộ sưu tập manga của Nico cùng với một bức thư dành cho Morihito và mong rằng cậu sẽ không quá nuông chiều và để Nico có thể tự mình làm mà không phải dựa dẫm quá nhiều vào cậu. Sau đó, Nico sử dụng phép nhân bản lên bản thân để việc chuyển đồ trở nên dễ dàng hơn nhưng điều đó lại vô tình khiến cho cô và những bản sao của chính mình nhỏ dần đi. Morihito đọc bức thư, trong đó cảnh báo rằng “Chó và những giọt mưa sẽ mang đến tai họa”. Ngay sau đó, thời tiết chuyển mưa và một nhân vật bí ẩn bắt đầu theo dõi ngôi nhà. "Chó và giọt mưa đem lại rắc rối": Morihito trở nên cảnh giác khi Nico khăng khăng đòi đi mua sắm vào một ngày mưa, sau đó cậu phát hiện một kẻ lạ mặt đeo mặt nạ chó đang lén đi theo dõi họ. Sau một trận giao tranh ngắn, kẻ lạ mặt tiết lộ mình là Kazamatsuri Kanshi, một tengu mà Nico đã kết bạn trong thời gian huấn luyện phù thủy. Kanshi khẳng định rằng cậu cũng sẽ bảo vệ Nico và tự nhận mình là tùy tùng quạ của cô. | |                                              |                |                        |                     |
| 4 | "Thiên cẩu Kazamatsuri Kanshi" Chuyển ngữ: "Tengu - Kazamatsuri Kanshi" (tiếng Nhật: 天狗 - 風祭監志) | Tsuda Natsuki                                | Hyodo Kazuho   | Kumano Chihiro         | 27 tháng 4 năm 2025 |
| Morihito cố gắng gặng hỏi Kanshi về những hành vi đáng ngờ gần đây và cậu thừa nhận rằng do mối thù truyền kiếp giữa tộc thiên cẩu và yêu tinh, cậu muốn chứng minh rằng tộc của mình vượt trội hơn. Ngoài ra, do Kanshi đang gánh một khoản nợ lớn và mẹ của Nico đã đồng ý trả thay cậu với điều kiện cậu phải bảo vệ Nico. Sau đó, Kanshi truyền đạt lại lời tiên tri mới về Nico cho Morihito, trong bức thư cảnh báo rằng có một "kẻ thù ẩn náu ở trường học". Tuy nhiên, cả Morihito lẫn Kanshi đều không hòa hợp, khiến Nico cố gắng hàn gắn mối quan hệ giữa họ bằng một câu thần chú mang tên "Kết bạn". Thế nhưng, phép thuật phản tác dụng: Morihito trở nên nhiệt tình quá mức trong việc kết bạn với Kanshi, khiến cậu phát hoảng và bỏ chạy. Nico nhanh chóng hủy bỏ phép thuật và xin lỗi cả hai, nhưng cô bất ngờ bị tấn công và bắt cóc bởi một chiếc váy bị nguyền rủa. Morihito và Kanshi buộc phải hợp tác, khi này Kanshi dùng năng lực điều khiển gió để hỗ trợ Morihito truy đuổi và tiêu diệt chiếc váy bị nguyền. Nhận ra rằng kẻ thù lần này nguy hiểm hơn họ tưởng, Morihito và Kanshi quyết định gạt bỏ mâu thuẫn cá nhân và chính thức liên minh, với việc Kanshi chuyển đến sống cùng Morihito và Nico để bảo vệ cô. | |                                              |                |                        |                     |
| 5 | "Học sinh của tôi là nghệ sĩ tôi yêu thích" Chuyển ngữ: "Oshiego ga Oshi Eshi Datta Ken" (tiếng Nhật: 教え子が推し絵師だった件)"Hôm nay bụng tôi hơi đau" Chuyển ngữ: "Kyō wa Hebī na Sutomakku" (tiếng Nhật: 今日はヘビーなストマック)"Hướng đạo sinh mèo" Chuyển ngữ: "Kyatto Sukauto" (tiếng Nhật: キャットスカウト) | Imura Yūma                                   | Akao Deko      | Eguchi Daisuke         | 4 tháng 5 năm 2025  |
| "Học sinh của tôi là nghệ sĩ tôi yêu thích": Yuri tình cờ phát hiện ra rằng Kukumi chính là một trong những họa sĩ vẽ truyện tranh được yêu thích mà cô thường theo dõi trên mạng. Đồng thời, Kukumi cũng nhận ra rằng cả hai đều có niềm yêu thích chung đối với một bộ manga. Nhờ đó, cô khích lệ Yuri trở nên cởi mở hơn về sở thích của mình, từ đó giúp cả hai có một tình bạn gắn bó dựa trên niềm đam mê chung. "Hôm nay bụng tôi hơi đau": Bạn cùng lớp Hara Kowashi nhờ Nico thi triển một phép thuật giúp cậu tránh việc bị chú ý, để không ai để ý đến cậu mỗi khi cậu phải ra ngoài đi vệ sinh. Đáp lại, Nico sử dụng một câu thần chú đặc biệt mang tên "Tẩy não di động", giúp xóa đi sự hiện diện của cậu. Về sau, cậu nhận ra rằng sự lo lắng của bản thân hoàn toàn không có cơ sở và thực chất không cần đến phép thuật để khiến bản thân cảm thấy tự tin hơn. Dù vậy, cậu vẫn chân thành cảm ơn Nico vì đã giúp đỡ và chính lòng biết ơn đó đã làm cho viên đá ma thuật mà Nico mang theo sáng lên, điều này có thể cho thấy rằng việc tốt mà cô làm là minh chứng cho sự tiến bộ của bản thân cũng như tiến thêm một bước trên hành trình trở thành một phù thủy thực thụ. "Hướng đạo sinh mèo": Miyao Nemu, cô là một nữ phù thủy đang bí mật theo dõi Morihito với mong muốn rằng cậu sẽ trở thành tùy tùng của cô, nhưng bản thân cô lại quá rụt rè để có thể tiếp cận cậu. Cô trở về hình dạng của một con mèo và lén theo cậu về nhà. Trong lúc Morihito hướng dẫn Nico và Kanshi cách vuốt ve một chú mèo một cách chuẩn mực, cô bất ngờ phát sinh cảm tình với cậu vì những cử chỉ nhẹ nhàng của cậu. Do quá bối rối, Nemu nhanh chóng rời đi và cô thề rằng sẽ khiến Morihito trở thành tùy tùng của mình bằng mọi giá. | |                                              |                |                        |                     |
| 6 | "Dưới gốc Cây se duyên" Chuyển ngữ: "Enmusubi no Ki no Shita de" (tiếng Nhật: 縁結びの樹の下で) | Ōshima Enishi                                | Hyodo Kazuho   | Ōshima Enishi          | 11 tháng 5 năm 2025 |
| Sau khi tạo một bùa yêu đặc biệt để giúp một bạn cùng lớp tỏ tình, Nico bắt đầu nhận thấy Morihito ngày càng được nhiều bạn nữ trong trường chú ý, khiến cô không khỏi ghen tuông. Kanshi cố gắng giúp Nico gây ấn tượng với Morihito theo hướng lãng mạn, nhưng mọi nỗ lực của cô đều phản tác dụng: thay vì thu hút được sự chú ý của Morihito, những hành động đó chỉ càng khiến cậu được nhiều cô gái khác mến mộ hơn. Sau đó, một bạn nam cùng lớp tên Ishii đề nghị được nói chuyện riêng với Nico trong chuyến dã ngoại sắp tới. Kara tin rằng Ishii đang lên kế hoạch tỏ tình với Nico dưới một cây cổ thụ nổi tiếng được đồn đại là "cây se duyên". Kanshi tình cờ nghe được chuyện này và đề nghị Nico nên chủ động tỏ tình với Morihito dưới gốc cây đó trước. Trong chuyến dã ngoại, Morihito gặp một bạn học mới là Magami Keigo và cả hai nhanh chóng thân thiết vì cùng có sở thích liên quan đến văn hóa phụ. Trong khi đó, Nico phát hiện ra rằng Ishii và nhóm bạn chỉ muốn xin bùa yêu từ cô, nên vội thu nhỏ bản thân để trốn, nhưng lại vô tình rơi vào túi áo của Morihito. Khi đang ẩn trong túi áo, Nico chứng kiến một cô gái tỏ tình với Morihito, nhưng cậu từ chối và nói rằng cậu đã yêu một người rất quan trọng với mình. Điều này khiến Nico lo lắng và nghĩ rằng người Morihito yêu không phải là cô. Nico sau đó hồi tưởng lại khoảnh khắc cô bắt đầu có cảm tình với Morihito, khi cậu an ủi cô sau biến cố mất kiểm soát sức mạnh khiến cha cô rời đi. Cuối cùng, Nico và Morihito ăn trưa cùng nhau dưới một gốc cây nhỏ hơn, họ không hề biết rằng đó mới chính là cây tình nhân thật sự, chứ không phải gốc cây nổi tiếng mà mọi người thường đồn đoán.                                                      | |                                              |                |                        |                     |
| 7 | "Kênh Kan & Niko" Chuyển ngữ: "Kan Niko Channeru" (tiếng Nhật: カンニコチャンネル)"Trà đạo dễ ợt" Chuyển ngữ: "Ocha no Kokoro wa Ocha no Ko Saisai" (tiếng Nhật: お茶の心はお茶の子さいさい) | Ueki Kiichi                                  | Fukuda Hiroko  | Shimura Hiroaki        | 18 tháng 5 năm 2025 |
| 8 | "Nhật ký làm thêm của Kanshi ~Buổi biểu diễn siêu nhân~" Chuyển ngữ: "Kanshi no Baito Nikki: Hīrō Shō" (tiếng Nhật: カンシのバイト日記～ヒーローショー～)"Nhật ký làm thêm của Kanshi ~Làm hàng gia công~" Chuyển ngữ: "Kanshi no Baito Nikki: Naishoku" (tiếng Nhật: カンシのバイト日記～内職ー～)                     | Katō Daishi                                  | Suzumura Chika | Uchishiro Naho         | 25 tháng 5 năm 2025 |
| 9 | "Kara thương yêu" Chuyển ngữ: "Kara e" (tiếng Nhật: 伽羅へ)"Những người bạn mới" Chuyển ngữ: "Atarashii Tomodachi" (tiếng Nhật: 新しい友達)"Đêm hẹn hò" Chuyển ngữ: "Dēto wizu za Naito" (tiếng Nhật: デート・ウィズ・ザ・ナイト)                                                                                       | Horio Kou                                    | Fukuda Hiroko  | Horio Kou              | 1 tháng 6 năm 2025  |
| 10 | "Hội học sinh rập khuôn" Chuyển ngữ: "Betabeta Seitokai" (tiếng Nhật: ベタベタ生徒会)"Bong bóng hạnh phúc của mèo hoang" Chuyển ngữ: "Kayoi Neko no Awai Hitotoki" (tiếng Nhật: 通い猫の泡いひととき) | Fujii Yasuo                                  | Akao Deko      | Natsuno Momoko         | 8 tháng 6 năm 2025  |
| 11 | "Đàn chó và hạt mưa, phần 1" Chuyển ngữ: "Inu to Uteki Zenpen" (tiếng Nhật: 犬と雨滴・前編) | Hirota Kousuke                               | Hyodo Kazuho   | Natsuno Momoko         | 15 tháng 6 năm 2025 |
| 12 | "Đàn chó và hạt mưa, phần 2" Chuyển ngữ: "Inu to Uteki Kōhen" (tiếng Nhật: 犬と雨滴・後編) | Ikehata Hiroshi, Kawase Masao & Onoda Yūsuke | Akao Deko      | Ikehata Hiroshi        | 22 tháng 6 năm 2025 |
| 13 | "Người sói Keigo Magami" Chuyển ngữ: "Ōkami Otoko - Magami Keigo -" (tiếng Nhật: 狼男 - 真神圭護 -)"Hổ tốt bụng, sói kiêu hãnh" Chuyển ngữ: "Zennin no Tora Kōman no Ōkami" (tiếng Nhật: 善人の虎高慢の狼)"Gia vị dễ tìm cho món ăn hấp dẫn" Chuyển ngữ: "Otegaru Chōmiryō" (tiếng Nhật: お手軽超魅了)                  | Ikeda Yuki                                   | Suzumura Chika | Mugino Ice             | 29 tháng 6 năm 2025 |
| 14 | "Uron Mirage Chương 119: Cuộc săn tìm mơ hồ, phần 4" Chuyển ngữ: "Uron Mirāju Dai-Hyakujūkyū-wa: 'Fajī Tōbatsu - 4'" (tiếng Nhật: うろんミラージュ 第119話 「ファジー討伐 - 4」)"Nhật ký của nghệ sĩ tôi yêu thích" Chuyển ngữ: "Oshi Eshi Nisshi" (tiếng Nhật: 推し絵師日誌)                                           | Kawase Masao & Onoda Yūsuke                  | Suzumura Chika | Geso Ikuo & Mugino Ice | 6 tháng 7 năm 2025  |
| 15 | "Ác ma mùa hè" Chuyển ngữ: "Natsu no Mamono" (tiếng Nhật: 夏の魔物) | Anzai Toshiyuki                              | Akao Deko      | Ikehata Hiroshi        | 13 tháng 7 năm 2025 |
| 16 | "Ma cà rồng Kiryu Miharu" Chuyển ngữ: "Kyūketsuki - Kiryū Miharu -" (tiếng Nhật: 吸血鬼 - 霧生見晴 -)"Mất ô" Chuyển ngữ: "Kasa ga Nai" (tiếng Nhật: 傘がない)"Rất vui vì cậu ở đây" Chuyển ngữ: "Aete Ureshii" (tiếng Nhật: 会えて嬉しい)                                                                               | Kusa Ko                                      | Hyodo Kazuho   | Natsuno Momoko         | 20 tháng 7 năm 2025 |
| 17 | "Mắc kẹt trong trò chơi sinh tử nhưng dở kinh" Chuyển ngữ: "Desu Gēmu Idomareta kedo..." (tiếng Nhật: デスゲーム挑まれたけど...)"Ngày xửa ngày xưa" "Long Long a Go Go" | Yaguchi En                                   | Akao Deko      | Sugimura Kaishū        | 27 tháng 7 năm 2025 |
| 18 | Chuyển ngữ: "Kara-chan to Shiki" (tiếng Nhật: カラちゃんとシキ)Chuyển ngữ: "Kyōsō no Bīda Mania" (tiếng Nhật: 狂騒のビーダマニア)Chuyển ngữ: "Sukuranburu Sukurappu Sukuwaddo" (tiếng Nhật: スクランブル・スクラップ・スクワッド)                                                                                       | TBA                                          | TBA            | TBA                    | 3 tháng 8 năm 2025  |

## Đón nhận

### Độ phổ biến và doanh số
Vào tháng 6 năm 2021, Witch Watch nhận được đề cử trong khuôn khổ giải thưởng Tsugi ni kuru Manga Taishō (Next Manga Award) lần thứ bảy ở hạng mục Manga in ấn xuất sắc nhất và đứng ở hạng thứ 10 trong số 50 tác phẩm đề cử. Đến năm 2022, bộ truyện tiếp tục được đề cử ở cùng hạng mục và xếp thứ 2 trong tổng số 50 đề cử. Tính đến tháng 11 năm 2022, tám tập đầu tiên của bộ manga đã đạt được cột mốc về số bản in được phát hành với hơn 1,1 triệu bản.

### Đánh giá từ giới phê bình
Timothy Donohoo từ trang Comic Book Resources đã so sánh Witch Watch với Blue Box của Miura Kouji và Don't Blush, Sekime-san! của Shigure Tokita, do cả hai bộ truyện này đều có những ý tưởng và yếu tố lãng mạn tương tự như Witch Watch.